# Missile à changement de milieu
Pour les articles homonymes, voir missile (homonymie).
 (janvier 2014).
Si vous disposez d'ouvrages ou d'articles de référence ou si vous connaissez des sites web de qualité traitant du thème abordé ici, merci de compléter l'article en donnant les références utiles à sa vérifiabilité et en les liant à la section « Notes et références ».
Un missile à changement de milieu permet à la charge explosive d'un missile d'être amenée d'un environnement aqueux à un environnement au contact de l'air et inversement[réf. nécessaire].

## Description
Les impératifs techniques à respecter sont l'étanchéité au moyen d'une capsule de protection du missile, une double propulsion, l'orientation sous l'eau et l'extraction du véhicule sous marin ou surmarin.
Il existe plusieurs types de missiles à changement de milieu :
Les missiles mer-sol balistique stratégique contiennent des têtes nucléaires et sont lancés depuis un sous-marin nucléaire lanceur d'engins.
Les missiles mer-sol de croisière sont lancés depuis un sous-marin d’attaque.
Les missiles mer-mer sont lancés depuis un sous-marin d’attaque et ont pour cible un navire de surface.

## Missiles
France

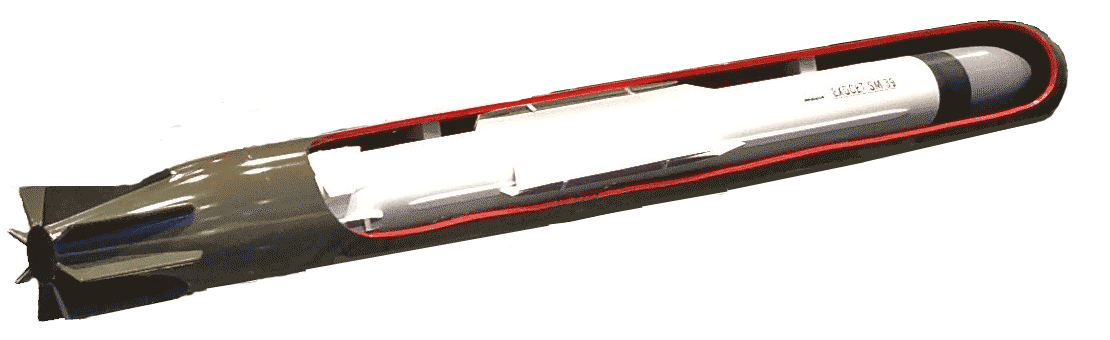
Maquette du SM-39 encapsulé exposé au salon du Bourget 2013.

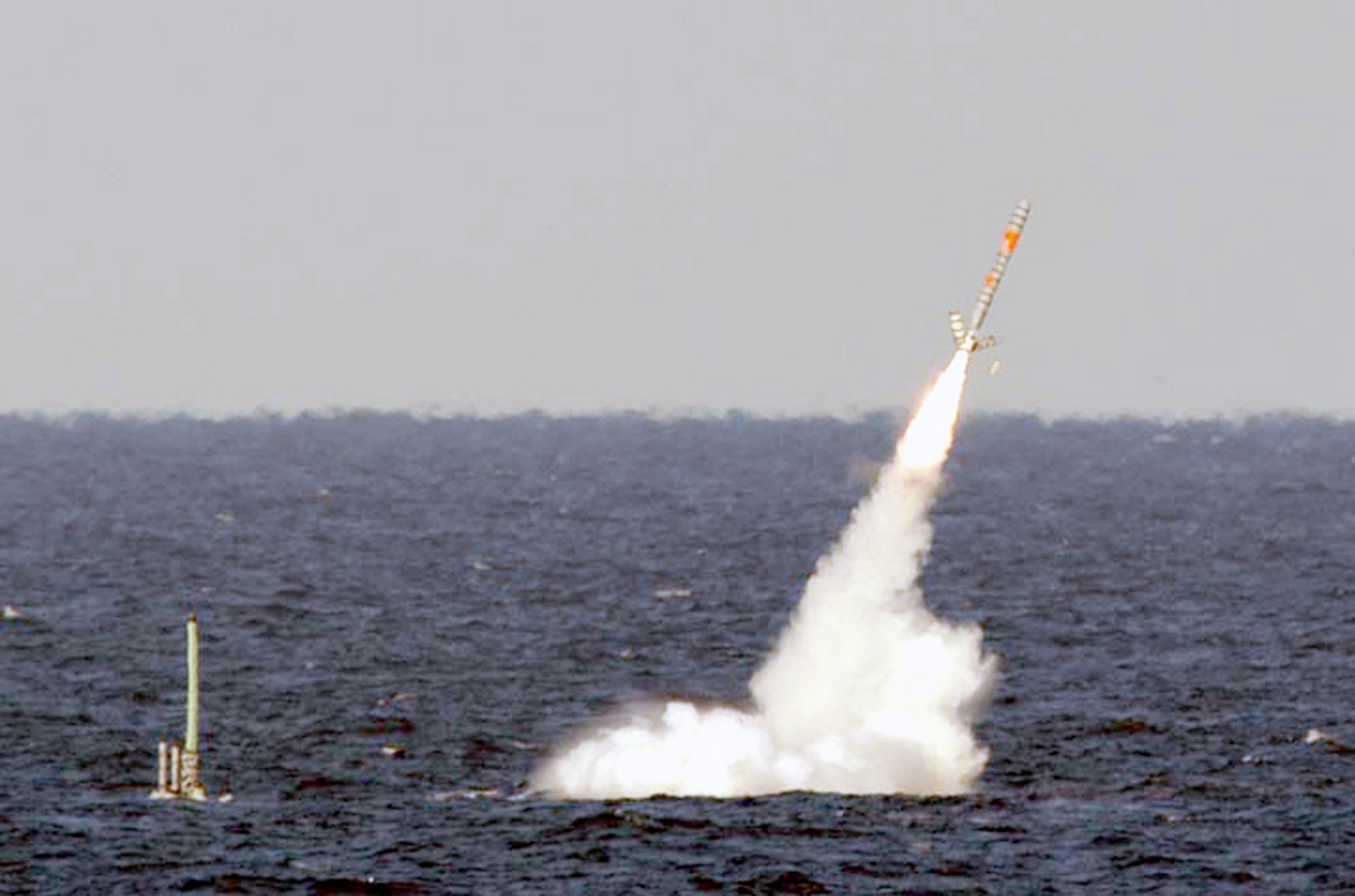
Le Tomahawk peut être tiré à partir d'un sous-marin.

- Missile de croisière naval (ex-SCALP Naval)
- Exocet
  - Sous-mer 39 (SM39)[1] B2 Mod 2: numérisé et embarqué sur sous-marins. Cette version est un missile à changement de milieu. Le missile est abrité dans une capsule étanche propulsée qui est chassée par un tube lance-torpilles. À la sortie de l'eau, la coiffe de la capsule est éjectée et le missile est mis à feu ; il se comporte ensuite comme un MM40. Le tir pouvant avoir lieu en profondeur, le domaine d'emploi de l'exocet est donc particulièrement adapté aux sous-marins camouflés. Portée 50 km.
- Missile M51

 États-Unis
- BGM-109 Tomahawk
- AGM-84 Harpoon
  - UGM-84 Harpoon, comprenant un accélérateur à poudre, et encapsulé dans un conteneur étanche pour un lancement immergé par tubes lance-torpilles en tant que missile à changement de milieu.
- UUM-125 Sea Lance
- UUM-44 SUBROC
- Trident

 Russie
- RPK-6, RPK-7
- Kalibr en version 91R1 et 91RT2